# Remigiusz Ławniczek
Remigiusz Ławniczek (ur. 3 sierpnia 1975) – polski judoka.
Były zawodnik klubów: ZKS Gwardia Zielona Góra (1991-2000), WKS Śląsk Wrocław (1997-1999). Dwukrotny medalista mistrzostw Polski seniorów w kategorii do 60 kg (1997 - srebro, 1996 - brąz). Ponadto m.in. mistrz Polski juniorów 1995. Uczestnik mistrzostw Europy juniorów 1995.